# Amegilla madecassa
Amegilla madecassa är en biart som först beskrevs av Henri Saussure 1890.  Amegilla madecassa ingår i släktet Amegilla och familjen långtungebin. Inga underarter finns listade i Catalogue of Life.